# 9th (Eastern and Home Counties) Parachute Battalion
Le 9th (Eastern and Home Counties) Parachute Battalion est un bataillon d'infanterie aéroportée du Parachute Regiment, créé par l'armée britannique pendant la Seconde Guerre mondiale. Le bataillon est mis sur pied à la fin de l'année 1942 par la conversion du 10e bataillon du Essex Regiment à un nouveau rôle de troupes aéroportées. Il est affecté à la 3e brigade parachutiste, aux côtés du 1st Canadian Parachute Battalion et du 8th (Midlands) Parachute Battalion, qui font alors partie de la 1re division aéroportée, avant d'être transférés à la 6e division aéroportée.
Le 9e bataillon parachutiste participe à deux grandes opérations de parachutage au cours du second conflit mondial : le débarquement en Normandie et la traversée du Rhin en Allemagne. En Normandie, il est responsable en particulier de l'attaque et de la mise hors de combat de la batterie de canons de Merville, une menace considérable pour le débarquement des troupes britanniques sur Sword Beach.
Après la guerre, le bataillon est envoyé en Palestine pour des opérations de sécurité intérieure avec le reste de la 6e division aéroportée. La réduction de la taille de l'armée britannique après-guerre en 1948 voient le bataillon fusionner avec le 8th (Midlands) Parachute Battalion pour former le 8th/9th Parachute Battalion, qui est cependant rapidement dissous à son tour à la fin de cette même année.